# Ковальонок Володимир Васильович
Володимир Васильович Ковальонок (нар. 3 березня 1942 с. Біле Крупського району, Мінська область, Білоруська РСР) — льотчик-космонавт.

## Освітаі наукові звання
Народився Володимир Василович Ковальонок у селі Білому, Крупського району, Мінської області у БРСР. У 1959 році закінчив 10 класів Зачістенської середньої школи зі срібною медаллю. Після цього 1959 року всупив до Військово-морській медичній академії імені Кірова в Ленінграді, але вчитися в ній не став, тому що вирішив перевестися до льотного училища.
У 1963 році закінчив Балашовське вище військове авіаційне училище льотчиків (ВВАУЛ) транспортної авіації.
У 1976 році закінчив заочний факультет ВВА ім. Ю. А. Гагаріна по командно-штабної спеціальності.
У 1984 році закінчив Військову академію Генерального штабу ЗС СРСР ім. К. Е. Ворошілова по командно-штабної оперативно-тактичної спеціальності з відзнакою та золотою медаллю.
13 травня 1986 захистив дисертацію і отримав ступінь кандидата військових наук.
Підготував, захистив докторську дисертацію і отримав ступінь доктора військових наук.

## Військова служба
З 14 січня 1964 року мав звання помічника командиру корабля, правим льотчиком. З 27 жовтня 1965 року отримав звання — командиру корабля Ан - 12 374 воєнно-транспортного авіаційного полку 12-й військово-транспортної авіаційної дивізії (ВТАД) ВТА ВВС. Брав участь в евакуації апаратів, що спускаються, починаючи з «Космосу-33» і закінчуючи «Союзом-1».
З 3 лютого 1986 служив заступником командувача 37 Повітряної Армією Верховного Головнокомандування (стратегічного призначення).
З 25 березня 1988 служив заступником начальника кафедри стратегії Військової академії Генерального штабу ЗС СРСР.
З 16 липня 1992 до літа 2002 року був начальником Військово-повітряної інженерної академії імені М. Є. Жуковського.
Указом Президента РФ від 06.06.2002 № 557 і наказом Міністра оборони РФ від 18.06.2002 № 469 був звільнений зі Збройних Сил РФ в запас після досягнення граничного віку для військовослужбовців.

## Космонавтика

### Космічна підготовка
Брав участь у 3-му наборі 1965 року. Отримав допуск ЦВЛК. Розглядалося на засіданні мандатної комісії 20 жовтня 1965 року. У загін космонавтів зарахований не був і залишався в резерві.
7 травня 1967 наказом Головкому ВВС № 369 був зарахований до загону ЦПК як слухач-космонавта. З травня 1967 по липень 1969 року проходив загальнокосмічну підготовку. Під час тренування на канаті отримав серйозну травму гомілки, але зміг повернутися до підготовки. 18 серпня 1969 був призначений космонавтом 3-го відділу 1-го управління 1-го НДІ ЦПК.
У січні — жовтні 1969 року був оператором зв'язку з екіпажами КК «Союз-4», «Союз-5», «Союз-8» на одному з НІПов.
З червня 1970 по грудень 1973 проходив підготовку за програмою польотів на ДОР «Салют» у складі групи і працював змінним оператором зв'язку з екіпажами в ЦУПі.
З січня 1974 по січень 1975 проходив підготовку до польоту як командир 4-го (резервного) екіпажу за програмою польотів на ДОС «Салют-4», разом з Юрієм Пономарьовим. До призначення Пономарьова протягом двох місяців готувався в екіпажі разом з Віталієм Севастьяновим.
З лютого по березень 1975 проходив підготовку як командир 3-го (резервного) екіпажу за програмою польотів на ДОС «Салют-4», разом з Юрієм Пономарьовим.
У квітні — травні 1975 року проходив підготовку як командир 2-го (дублюючого) екіпажу за програмою 2-ї експедиції на ДОС «Салют-4», разом з Юрієм Пономарьовим. Під час старту КК «Союз-18» 24 травня 1975 був дублером командира корабля.
З вересня 1975 по вересень 1977 проходив підготовку як командир 1-ї основної експедиції на (ЕО-1) ДОС «Салют-6», разом з Валерієм Рюміним.

### Перший політ
З 9 по 11 жовтня 1977 року у ролі командира КК «Союз-25», разом з В. Рюміним здійснив свій перший політ у космос. Програма 96-добового політу не відбулась, так як стиковка з ОС не вдалось здійснити.
Тривалість польоту склала 2 доби 00 години 44 хвилини 45 секунд.

### Другий політ
З 15 червня по 2 листопада 1978 року ролі командиру 2-ї основної експедиції ДОС «Салют — 6» із А. Іванченко.
Позивний: «Фотон-1».
Під час польоту здійснив один вихід у відкритий космос (29 липня 1978 року) із тривалістю 2 години 20 хвилин.
Тривалість польоту склала 139 діб 14 годин 47 хвилин 32 секунди.

### Третій політ
З 12 березня по 26 травня 1981 року як командир 5-ї основної експедиції на ДОР «Салют-6», разом з В. Савіних.
Позивний: «Фотон-1».
Тривалість польоту склала 74 діб 17 годин 37 хвилин 23 секунди.
23 червня 1984 вибув із загону космонавтів у зв'язку з призначенням на нову посаду.

## Почесні звання
- Двічі Герой Радянського Союзу (Укази Президії Верховної Ради СРСР від 2 листопада 1978 року і 26 травня 1981);
- Льотчик-космонавт СРСР (2 грудня 1978)
- Герой Німецької Демократичної Республіки (1978).
- Герой Монгольської Народної Республіки (1981).